# Lawrence Gerald Brown
Pour les articles homonymes, voir Brown.
Cet article possède un paronyme, voir Lawrence Brown.
Lawrence Gerald Brown, né le 6 février 1943 à Saint-Louis (Missouri), est un mathématicien américain spécialiste de la théorie des algèbres d'opérateurs.
Il a fait ses études à Harvard, obtenant son bachelor's degree en 1965 et son doctorat en 1968, sous la direction de George Mackey. Il a été professeur à Purdue jusqu'à sa retraite.
Lawrence G. Brown, Ronald G. Douglas et Peter Fillmore ont développé la théorie des extensions de C*-algèbres (de), nommée d'après leurs initiales la « BDF-théorie », introduisant en théorie des opérateurs des techniques de topologie algébrique.